# Hans Peter Jensen
Hans Peter Jensen (født 11. juni 1943 i København) er en dansk kemiker, der har været rektor for Danmarks Tekniske Universitet i årene 1986 til 2001.
Jensen er uddannet cand.scient. fra Københavns Universitet og uddannet på University of Oregon og Chalmers Tekniska Högskola i Göteborg, hvor han blev fil.dr. 1981 på afhandlingen Polarized Light. Its history and contemporary use in coordination chemistry. Han er Kommandør af Dannebrogordenen.
I hans rektortid ændrede institutionen navn fra Danmarks Tekniske Højskole til Danmarks Tekniske Universitet. I slutningen af sin karriere indførte Hans Peter Jensen desuden DTU's selveje-model, der siden blev modellen for Universitetsloven af 2003 med ansatte ledere på alle niveauer af organisationen.
Han var efterfølgende forskningsdirektør på sektorforskningsinstitutionen Danmarks Fødevareforskning (DFVF) og institutleder på Institut for Natur og Systemer på Roskilde Universitet. I dag er Hans Peter Jensen efor på Egmont H. Petersens Kollegium, i daglig tale Egmont Kollegiet.
Han har desuden været formand for Rektorkollegiet 1993−2000 og formand for det nordiske universitetsarbejde 1995−2001. Hans Peter Jensen har to æresdoktorater fra USA samt et æresdoktorat fra Finland. Siden 1987 har han været medlem af Akademiet for de Tekniske Videnskaber.